# Reimão Pereira de Lacerda
Reimão Pereira de Lacerda (- a. 1509) foi um nobre português e alcaide-mor da Vidigueira e de Vila Nova de Frades (13 de Setembro de 1483). Alão de Morais dá-o erradamente como filho de Nuno Pereira, que na verdade era seu irmão. Documenta-se, com sua mulher D. Isabel Pereira, a viver em Portel em 1480 quando seu filho João Rodrigues Pereira tirou em Évora ordens de prima tonsura. A 13 de Setembro de 1483 D. João II fê-lo alcaide-mor da Vidigueira e a 30 do mesmo mês e ano dá-lhe uma tença de 25.000 reais, talvez por nesta mesma data ter dado a alcaidaria-mor da Vidigueira a seu irmão Nuno. Parece que também foi alcaide-mor de Arraiolos.

## Relações familiares
Foi filho de Nuno Pereira.
Casou com D. Isabel Pereira, de quem teve os seguintes filhos, nem todos documentados:
- D. Margarida Pereira ou de Lacerda, casada com Francisco Pereira Coutinho.
- João Rodrigues Pereira
- Manuel de Lacerda, 1º governador e capitão-mor de Goa (1510), ainda se documenta como tal a 1 de Maio de 1527. Casou antes de 30 de Novembro de 1512, data em que Afonso de Albuquerque, capitão-geral e governador da Índia, ordena a Francisco Corvinel, feitor de Goa, que pague a Manuel de Lacerda 6000 reais de seu casamento.
- Fernão Pereira
- D. Isabel Pereira
- Henrique Pereira
- D. Violante Pereira